# Velles (Haute-Marne)
Velles é uma comuna francesa na região administrativa de Grande Leste, no departamento de Haute-Marne. Estende-se por uma área de 4,29 km². Em 2010 a comuna tinha 64 habitantes (densidade: 14,9 hab./km²).